# Crash Tag Team Racing
A Crash Tag Team Racing egy autóversenyzős videójáték, amely a Sierra Entertainment gondozásában jelent meg 2005-ben. A Radical Entertainment fejlesztette a PlayStation 2, Nintendo GameCube, Xbox és PlayStation Portable konzolokra. Egy Nintendo DS-re szánt változat is fejlesztés alatt volt a Sensory Sweep Studios által, idővel azonban felhagytak a munkálatokkal. Az Xboxos változat nem kompatibilis az Xbox 360-nal. A boltok polcaira Észak-Amerikában 2005. október 19-én, Európa szerte 2005. november 4-én, Japánban pedig 2005. december 1-én került. A PlayStation 2-es változatot újra kiadták a "Crash Bandicoot Action Pack" részeként (a Crash Nitro Kart és Crash Twinsanity címekkel együtt) az észak-amerikai régióban 2007 június 12-én, az európaiban pedig 2007 július 20-án.
A Crash Tag Team Racing a tizenkettedik tétel a Crash Bandicoot sorozatban, és egyben a harmadik versenyzős játék, a Crash Nitro Kartot követkve, ami egy indirekt folytatása a Crash Team Racingnek. A játék története Crash Bandicootra fókuszál, akinek az a célja, hogy elnyerje az igazgatói címet egy elavult vidámpark felett, az azt működtető elveszett gyémántokat megtalálva, még mielőtt ellenfele, Doctor Neo Cortex teszi ezt meg.

## Cselekmény

### Szereplők
Hat visszatérő szereplővel találkozhatunk a Crash Tag Team Racingben, valamint öt új karakter is csatlakozik hozzájuk. A történetet Crash Bandicoot oldalán kell végigjátszanunk, akinek a célja a riválisával, a világuralomra éhes Doctor Neo Cortex-szel szembeni győzelem és a vidámpark megszerzése
Öt új karakter tűnik fel a játékban, akik közül kettő játszható. Ebenezer Von Clutch, egy elgyengült német kiborg, aki a MotorWorld nevű vidámpark tulajdonosa, akinek az elvesztett fekete ékkő hiányában bármikor leállhat a működése.
A parkban dolgozó munkások, a sanyarú sorsú drónok egy egységes zöld ruhában járják a helyet és pénzért cserébe megvásárolhatóak tőlük különféle tárgyak. Találkozhatunk még emberekkel is, akik a vidámparkban bolyonganak.